# 서초교통
서초교통, 서초그린교통(瑞草交通)은 서울특별시 서초구의 마을버스 회사이고, 본사는 서울특별시 서초구 명달로9길 4 낙안빌딩(방배동)에 있다.

## 연혁

### 서초그린교통 마을버스 연혁
- 1988년 5월: 회사 설립 및 주공3단지 ~ 뉴코아백화점으로 처음 운행시작(현 서초 01번 마을버스)
- 1990년: 01번 마을버스는 교대역~뉴코아백화점으로 노선 변경, 교대역~잠원역으로 노선 연장 교대역~서울고 01-1번 노선 신설(현 서초02번 마을버스)
- 2001년: 회사명을 서초 노인복지회에서 서초그린교통로 운수 회사명 변경
- 2004년 7월 1일: 시내버스 노선 개편과 각구에 다니는 마을버스 노선이 번호 개편으로 인해 01번 마을버스는 서초 01번으로, 01-1번 마을버스는 서초 02번으로 마을버스 번호 변경
- 2011년: 차고지 반포4동에서 방배동으로 차고지 및 회사 이전),
- 2013년 2월: 서초 01번 마을버스를 잠원역 ~ 반포고교로 노선을 단축
- 2014년: 현재 양병진 대표로 변경
- 2019년 12월: 서리풀 터널 개통으로 서초고등학교후문~서리풀터널~내방역까지 연장운행되었습니다

### 서초교통 서초 10번 마을버스 연혁
- 2001년 5월 1일: 회사 설립
- 2004년 시내버스 노선 개편과 각구에 다니는 마을버스 번호 개편으로 01-2번은 서초 10번으로 번호가 변경.

## 보유 노선
- ● 서초01번: 반포고교 ↔ 잠원역 (구 서초마을 01번)
- ● 서초02번: 교대역 ↔ 내방역 (서초마을 01-1번)
- ● 서초10번: KT 반포지사 ↔ 강남역 (구 서초마을 01-2번)

## 보유 차량

#### 자일대우버스
- 자일대우 NEW BS090

#### 현대자동차
- 현대 뉴카운티
- 현대 그린시티
- 현대 일렉시티 타운